# Museu do Eclipse
O Museu do Eclipse é uma instituição museológica da cidade de Sobral, no Ceará. Em comemoração aos oitenta anos da comprovação da Teoria da Relatividade, Sobral inaugurou, no dia 29 de maio de 1999, o Museu do Eclipse.
A partir do fenômeno ocorrido no Ceará, a Teoria da Relatividade Geral foi validada, se transformando em pilar da ciência moderna e um marco na carreira do físico alemão Albert Einstein. O Eclipse solar de 29 de maio de 1919  teve duração de 6 minutos e 51 segundos e foi considerado um dos mais longos eclipses solares do século 20. Através das fotografias tiradas, foi possível concluir que as estrelas não ocupavam suas posições habituais e previstas no céu, o que era compatível com os cálculos feitos com base na teoria da relatividade.
No Museu do Eclipse, estão em exposição a luneta e as fotos originais utilizadas para comprovar a Teoria de Albert Einstein, além das fotos que registraram a presença da expedição científica em Sobral. Também pode-se conferir fotos de galáxias e planetas, o primeiro mapa lunar do Brasil e o jornal The New York Times que noticiou a comprovação da Teoria da Relatividade. Um simulador elétrico de eclipses e réplicas movimentadas do Sistema Solar traduzem, de modo virtual, as experiências das expedições astronômicas. Além de novos aparelhos adquiridos, destaque para o Holograma de Einstein, o Leitor de Bola de Cristal, o Quebra-Cabeça a Laser e a Bicicleta de Relatividade.
Totalmente climatizado, ele tem um moderno observatório, filiado à Associação Mundial de Astronomia. Entre os equipamentos de ponta, destaca-se o telescópio mais potente e avançado das regiões norte e nordeste do Brasil.
Construído na Praça do Patrocínio, o Museu do Eclipse está localizado no ponto de onde foi observado o eclipse de 1919. Sua arquitetura arrojada, com projeto do sobralense Antenor Coelho, tem a forma de duas meias luas. Elas ficam parcialmente no subsolo, não agredindo o projeto urbanístico da praça. Para compor o complexo, há ainda um monumento erguido em 1974, em homenagem ao eclipse e um outro construído em 1923, e agora recuperado, marcando os 200 anos de fundação de Sobral.